# Биггин Хилл
Лондонский Аэропорт Биггин Хилл (англ. London Biggin Hill Airport) (ИАТА: BQH, ИКАО: EGKB) — аэропорт на южной окраине Лондона. Аэропорт является бывшей базой ВВС Великобритании RAF Biggin Hill, и сегодня в аэропорту остались следы их пребывания.
Биггин Хилл сыграл важную роль в Битве за Британию во время Второй мировой войны, когда он служил крупной базой истребителей, которые защищали Лондон и Юго-восточную Англию от атак немецких бомбардировщиков. Истребители, базировавшиеся в Биггин Хилл сбили около 1,400 немецких самолётов, при этом погибло 453 самолёта из Биггин Хилл.
Аэропорт имеет лицензию (номер P804), которая даёт право на пассажирские перевозки и на лётный инструктаж. В аэропорту базируется главным образом авиация общего назначения, а также бизнес-авиация. Никаких регулярных пассажирских линий аэропорт не обслуживает.

## История аэропорта
Аэродром первоначально создавался для британских ВВС (RFC) в период Первой мировой войны. Первоначально аэродром использовался для экспериментов с радиосвязью, однако в 1917 стал частью системы лондонской ПВО, которая защищала столицу от Цеппелинов и Gotha G. К концу войны 141 эскадрилья RFC, базировавшаяся в Биггин Хилл, была оснащена истребителями Bristol Fighter.
Между войнами аэродром использовался для испытаний множества экспериментальных аппаратов, наземных систем ПВО и ночных полетов. База была закрыта между 1929 и 1932, в это время проходила реконструкция, включая строительство новых ангаров.
Во время Второй мировой войны аэродром был одной из баз британского командования в Битве за Британию, на нём базировались Spitfire и Hurricane. Эскадрильи, базировавшиеся в Биггин Хилл уничтожили 1 400 немецких самолетов, потеряв при этом 453 экипажей. Из-за важной роли аэродрома в защите столицы сам аэропорт стал целью бомбардировок. С августа 1940 по январь 1941, аэродром был атакован двенадцать раз, во время сильнейшей из них были разрушены цеха, склады, казармы, казармы WAAF и ангар, на земле погибло 39 человек.
После войны Биггин Хилл недолгое время использовался транспортным подразделением Королевских ВВС, а затем стал базой и для действующих, и для резервных эскадрилий истребителей Spitfire, Gloster Meteor и Hawker Hunter. Однако в 1958 Биггин Хилл перестал быть базой ВВС, став учебным центром для офицеров ВВС. Из-за ожидающегося закрытия аэропорта Кройдон с 1956 большая часть гражданских лёгких самолётов из Кройдона перебазировалась в Биггин Хилл, и Биггин Хилл стал аэродромом совместного использования. Кройдон полностью закрылся в 1959, к этому времени Биггин Хилл стал главным образом гражданским аэропортом.
В 1970-х аэродром был приобретён властями района (боро) Бромли, в пределах границ которого он находится. Аэропорт первоначально использовался местным советом, а позднее частным оператором, как коммерческий аэропорт. Учебный центр для офицеров ВВС переместился на базу Кранвелл в 1992, после чего ВВС окончательно покинули Биггин Хилл. В 1994 аэропорт был продан, и аэродром был передан в аренду на 125 лет London Biggin Hill Airport Limited.
В 2001 власти Бромли через суд запретили оператору аэропорта продавать билеты на рейсы с тем, чтобы использовать аэропорт только для бизнес-авиации и корпоративных перевозок.

## Аэропорт сегодня
Аэропорт расположен на вершине холма, дорога A233 идёт восток Бромли к Вестерхэму приблизительно в 1 миле к северу находится город Биггин Хилл. Маленькая деревня Ливс Грин на северо-западе граничит с периметром аэропорта.
В аэропорту две взлетно-посадочные полосы, направленные с севера на юг и с запада на восток, которые пересекаются в их соответственно южном и западном концах, в виде букву L. Более длинная полоса (с севера на юг) 03/21 имеет длину 1 802 м, способна принимать самолёты размером до Boeing 737 / Airbus A320, и оборудована курсо-глиссадной системой. Управление воздушным движением обеспечивается Радаром Темза в Лондонском центре управления терминалами, в то время визуальный заход на посадку обеспечивается непосредственно средствами аэропорта.
Несмотря на запрет на регулярные рейсы, Биггин Хилл активно используется деловой авиацией. В аэропорту есть пассажирский терминал, расположенный на трассе A233 к югу от Ливс Грин, который обеспечивает инфраструктуру таких рейсов, включая залы вылета, кафетерий, таможню и иммиграционный контроль.
В Биггин Хилл в западной части аэропорта к югу от пассажирского терминала, расположен штаб 2427 эскадрильи Air Training Corps. Рядом с ним находится часовня св. Георгия (англ. St George’s Chapel of Remembrance). Эта кирпичная часовня была построена в 1951 году, заменив более раннюю часовню, пострадавшую от пожара, и теперь служит мемориалом экипажам самолетов, погибших в секторе аэропорта Биггин Хилл. Он окружён мемориальным парком и перед ней установлены полноразмерные точные копии Hurricane и Spitfire, основные типы самолетов, которые вылетали их Биггин Хилл во время Битвы за Британию. Точные копии заменили настоящие самолеты, который находились там до этого.
Помимо пассажирского терминала и штаба 2427 эскадрильи, другие бывшие здания Королевских ВВС все ещё можно найти в Северном Лагере к западу от главной взлетно-посадочной полосы, включая Sergeant’s Mess (год постройки 1932), Институт Авиаторов (около 1926), бывшее здание Штаба авиабазы (1931) и несколько кварталов казарм. Здания построены из красного кирпича в нео-георгианском стиле, который типичнен для военных аэродромов межвоенного периода, и зданий списка Grade II. Они были освобождены Королевскими ВВС в 1992 и вошли в список зданий английского наследия в зоне риска в 2006.
Южный Лагерь, расположенный к югу от взлетно-посадочной полосы 11/29, был передан гражданским властям в 1950-х и сегодня представляет собой комплекс ангаров и навесов, вместе с современным офисом. Здесь располагаются коммерческие офисы, аэроклубы и авиашколы. В аэропорту базируется много частных легких самолетов. Биггин Хилл место проведения большого ежегодного авиашоу, обычно в первые выходные июня.

## В популярной культуре
Аэропорт Биггин Хилл — место приземления частного самолёта сэра Ли Тибинга в книге Код да Винчи Дэна Брауна. Одна из взлетно-посадочных полос также изображена на обратной стороне альбома 1969 года Ummagumma.